# Tampa Bay Lightning
Die Tampa Bay Lightning (IPA: [ˈtæmpə beɪ ˈlaɪt.nɪŋ]) sind ein US-amerikanisches Eishockeyfranchise der National Hockey League aus Tampa im Bundesstaat Florida. Es wurde am 16. Dezember 1991 gegründet und nahm zum Beginn der Saison 1992/93 den Spielbetrieb auf. Die Teamfarben sind Blau, Weiß und Schwarz.
Die Lightning tragen ihre Heimspiele in der Amalie Arena aus und sind – nach den Florida Panthers – das am südlichsten beheimatete Franchise der Liga. Nachdem das Team in den 1990er Jahren sich nur einmal für die Playoffs hatte qualifizieren können, schafften sie zu Beginn des neuen Jahrtausends den Anschluss an die Ligaspitze. Am Ende der Saison 2003/04 gewannen sie als erstes Team, das aus der NHL-Expansion der 1990er Jahre hervorgegangen war, den Stanley Cup. Diesen Erfolg wiederholten sie 2020 und 2021.

## Geschichte

### Gründung der Franchise
1992 beschloss die NHL zwei zusätzliche Teams in die Liga aufzunehmen: die Ottawa Senators und die Tampa Bay Lightning aus Florida. Angeführt von der NHL-Legende Phil Esposito betrieb Tampa Bay intensives Lobbying um den Platz für ein Expansion Team und bekam schließlich den Zuschlag. Phil Esposito wurde zum Präsidenten des Franchise gekürt und Terry Crisp, der ein paar Jahre zuvor den Stanley Cup mit den Calgary Flames gewonnen hatte, wurde als Trainer eingestellt. Am 7. Oktober 1992 bestritten die Bolts ihr erstes NHL-Spiel und gewannen gegen die Chicago Blackhawks mit 7:3. Chris Kontos erzielte vier Tore in diesem Spiel. Dies ist ein Rekord für erzielte Tore pro Spiel, den bis heute kein Tampa-Spieler brechen konnte. Doch das Team schloss die Saison mit 23 Siegen bei 54 Niederlagen als Letzter seiner Division ab.
Für die nächste Saison zogen die Lightning aus der kleinen Expo Hall in den größeren Thunderdome nach St. Petersburg um, welches sich zuvor ebenfalls als Konkurrent zu Tampa um das Franchise bemüht hatte. Im ersten Spiel im neuen Stadion gegen die Florida Panthers wurde ein Zuschauerrekord von 27.227 Zuschauern erzielt. Tampa Bay wurde mit einer 30-43-11 Bilanz wieder Letzter in der Atlantic Division. In der Saison 1994/95 wurden wegen eines Lockouts nur 48 Spiele in der NHL ausgetragen und Tampa schloss die Saison als sechster der Atlantic Division ab.

### Erster Aufschwung, sportliche und finanzielle Probleme
Das Team, angeführt von Brian Bradley, Alexander Seliwanow und Roman Hamrlík, den Tampa 1992 als ersten Pick im Draft verpflichtete, zog in der Saison 1995/96 erstmals in der Vereinsgeschichte in die Playoffs ein. Die Erstrunden-Serie gegen die Philadelphia Flyers ging verloren, aber die Bolts stellten mit 28.183 Zuschauern im Thunderdome einen neuen NHL-Hallen-Zuschauerrekord auf. Dieser Rekord wurde 2003 beim NHL Heritage Classic in Edmonton gebrochen.
In den nächsten Jahren tauchte das Team aufgrund seiner Besitzer, den Kokusai Green, ein Konsortium von japanischen Managern, immer wieder in den Medien auf. Zu Denken gab, dass der Kopf dieses Konsortiums, Takashi Okubo, sich bis 1998 nicht in Tampa zeigte und auch kein Interesse an Eishockey zu haben schien. Auch gab es Gerüchte, dass das Team zur Geldwäsche von der japanischen Yakuza genutzt wurde.
In der Saison 1996/97 zog das Team in ein richtiges Eishockey-Stadion: Der Ice Palace in Tampa wurde eröffnet. Allerdings verließen viele Stars das Team als Free Agents, Goalie Daren Puppa verletzte sich schwer an der Leiste und das Management schaffte es nicht, gleichwertigen Ersatz für diese Teamstützen zu finden. Von 1997/98 bis 1999/00 folgten drei Spielzeiten mit jeweils über 50 verlorenen Spielen pro Saison. Damit wurde Tampa das erste Team der NHL-Geschichte, das in drei aufeinander folgenden Jahren mehr als 50 Spiele verlor. Im NHL Entry Draft 1998 wählten die Bolts das Talent Vincent Lecavalier an erster Stelle und Brad Richards an 65. Stelle der dritten Draft-Runde aus. Ebenso wurde das Team 1998 von seinen Eigentümern an Art Williams verkauft, weil das Franchise mehr als 100 Millionen US-Dollar Verlust in sechs Jahren angehäuft hatte. Williams war nur kurz Besitzer des Franchise, das er 1999 an den Detroit-Pistons-Eigner Bill Davidson verkaufte.
In der Saison 2000/01 verloren die Lightning weiterhin die meisten ihrer Spiele. Nur Fredrik Modin, Richards und Lecavalier erzielten mehr als 20 Tore. Tampa schloss die Saison erneut als Divisionsletzter ab. Am 5. März 2001 wurde Torwart Nikolai Chabibulin von den Phoenix Coyotes verpflichtet. Mit ihm zusammen kam Verteidiger Stanislav Neckář im Austausch für Stürmer Mike Johnson und Verteidiger Paul Mara. Zwar bestritt Chabibulin nur zwei Spiele, das Team hatte mit diesem Wechsel nach langer Zeit wieder einen soliden Torhüter. Zum Ende der Saison wurde Trainer Steve Ludzik, der vorher die Detroit Vipers betreute, durch John Tortorella ersetzt.

### Weg zum ersten Stanley Cup
2002 verpasste Tampa die Playoffs zum sechsten Mal in Folge, obwohl es den dritten Rang in seiner Division belegte. Dieser dritte Platz wurde möglich, da Tampa in Khabibulin einen sicheren Rückhalt im Tor hatte und das Team unter dem neuen Trainer deutliche Fortschritte machte.
Die Saison 2002/03 startete Tampa mit sieben Spielen ohne Niederlage in die Saison. Angeführt von Vincent Lecavalier und Martin St. Louis, der in dieser Saison seinen Durchbruch schaffte, gewann Tampa die Southeast Division mit einem Punkt Vorsprung auf die Washington Capitals. Den Bolts gelang es in dieser Spielzeit zum ersten Mal die reguläre Saison mit über 90 Punkten abzuschließen. In Runde eins der Playoffs kam es zu einem Aufeinandertreffen mit den Capitals. Tampa gewann diese hart umkämpfte Playoff-Serie schließlich in 6 Spielen und erreichte erstmals die zweite Runde. Dort schieden sie nach fünf Spielen gegen die New Jersey Devils aus, die am Ende der Playoffs den Stanley Cup gewannen.
In der folgenden Spielzeit wurde Martin St. Louis mit 91 Scorer-Punkten zum besten Scorer der NHL und zum MVP ernannt, Cheftrainer John Tortorella wurde zum Trainer des Jahres gekürt und Tampa Bay wurde mit 106 Punkten zum besten Team der Eastern Conference und zum zweitbesten der Liga. In Runde eins der Playoffs bezwangen die Bolts die New York Islanders mit 4:1, in Runde zwei die Montreal Canadiens mit einem 4:0 Sweep. Im Conference-Finale trafen sie auf die Philadelphia Flyers. Es entwickelte sich eine enge Playoffserie, die sich erst im siebten Spiel entschied. Tampa gewann dank Chabibulin, der 31 Schüsse halten konnte, vor eigenem Publikum mit 2:1 und erreichte das Stanley-Cup-Finale. Der Gegner dort waren die Calgary Flames. Nach fünf Spielen stand die Serie 3:2 für Calgary. Martin St. Louis erzielte in der zweiten Overtime der sechsten Partie das Siegtor und erzwang ein entscheidendes siebtes Spiel in Tampa Bay. Vor eigenem Publikum wurde Calgary mit 2:1, dank zweier Tore von Ruslan Fedotenko, bezwungen und die Tampa Bay Lightning gewannen ihren ersten Stanley Cup. Brad Richards wurde mit der Conn Smythe Trophy zum MVP der Playoffs gekürt und stellte einen neuen Rekord auf, als er neun Tore in Verlängerungen schoss.
In der Saison 2004/05 konnten die Bolts ihren Titel nicht verteidigen, da die komplette Saison aufgrund eines Spielerstreiks und Lockouts ausfiel.

### Sportlicher Abstieg nach dem Lockout

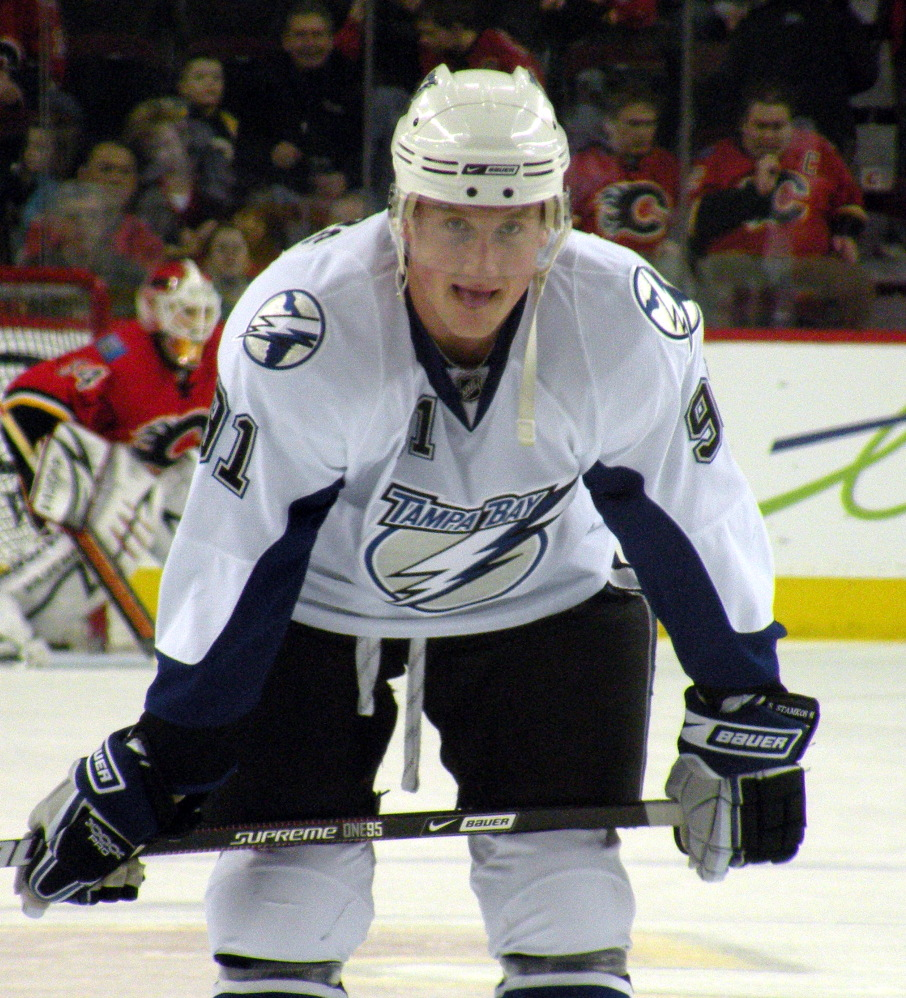
Stamkos in seiner ersten Spielzeit für die Lightning (2009).

In der Saison 2005/06 erreichte der amtierende Stanley-Cup-Sieger mit 92 Punkten knapp die Playoffs, wo dieser später gegen die Ottawa Senators in fünf Spielen verlor. Insbesondere Leistungsträger wie Martin St. Louis und Vincent Lecavalier hatten mit durchschnittlichen Leistungen zu kämpfen, lediglich Brad Richards konnte mit 90 Scorerpunkten überzeugen und erhielt im Anschluss an die Spielzeit eine Nominierung für die Lady Byng Memorial Trophy. Nachdem Cheftrainer Tortorella das Torhütergespann um John Grahame und Sean Burke im Laufe der Saison mehrmals öffentlich kritisiert hatte, verließen beide den Klub in der Sommerpause 2006 und wurden durch Johan Holmqvist sowie Marc Denis ersetzt. Die anschließende Saison 2006/07 war für die Lightning hauptsächlich durch die überragenden Leistungen von Angreifer Lecavalier geprägt; dieser stellte mit 52 Toren sowie 108 Scorerpunkten neue Franchise-Rekorde auf und wurde mit der Maurice Richard Trophy als bester Torschütze der Hauptrunde ausgezeichnet. Die Mannschaft hatte während der ersten Saisonhälfte mit durchwachsenen Ergebnissen zu kämpfen, bevor man sich ab Januar 2007 stabilisierte und die reguläre Saison auf dem zweiten Platz der Southeast Division hinter den Atlanta Thrashers beendete. In der ersten Playoff-Runde traf die Mannschaft auf die New Jersey Devils, denen man in sechs Spielen unterlag.
Im folgenden Jahr bestritten die Lightning eine sportlich enttäuschende Saison und gehörte über einen Großteil der Spielzeit hinweg zu den schlechtesten Mannschaften der Liga. Kurz vor Ende der Transferfrist versuchte man mit tiefgreifenden personellen Veränderungen noch einmal Impulse für den Rest der Saison zu setzen. Während Brad Richards, Johan Holmqvist, Václav Prospal und Jan Hlaváč den Klub verließen, wurde mit Mike Smith ein neuer Torhüter sowie mit Jussi Jokinen, Alexandre Picard und Jeff Halpern vier Angreifer verpflichtet. Dennoch gelang es den Bolts nicht, die sportliche Situation zu verbessern, sodass man mit lediglich 71 Punkten die Saison beendete und als schlechtplatzierteste Mannschaft die Playoffs verpasste. Daraus ergab sich die Chance, die Draft-Lotterie für den NHL Entry Draft 2008 zu gewinnen und man initiierte die Werbekampagne Seen Stamkos? in Tampa, da Steve Stamkos als größtes Talent im Draft galt. Tatsächlich bekam der Klub beim Draft die Möglichkeit, als erste Mannschaft einen Draft Pick auszuwählen und sicherte sich die Rechte an Stamkos.
Nachdem Cheftrainer Tortorella aufgrund des schwachen Abschneidens der Mannschaft entlassen worden war, wurde Barry Melrose im Juni 2008 als sein Nachfolger bekanntgegeben. Weiterhin wurden Dan Boyle und Brad Lukowich im Austausch gegen Matt Carle sowie Ty Wishart zu den San Jose Sharks transferiert. Boyle, dessen Vertrag in Tampa erst wenige Monate zuvor um sechs Jahre verlängert wurde, beschwerte sich anschließend öffentlich über das Vorgehen der Lightning, da man ihn zuvor gezwungen habe, seine non-trade-clause (d. h. eine Klausel, die ein mögliches Tauschgeschäft innerhalb der Liga verhindert) aufzugeben. Auch Tortorella beschwerte sich infolgedessen über die fehlende Professionalität des Managements der Lightning, die im Zuge des Kaufs der Franchise durch die Gesellschaftgruppe OK Hockey um Len Barrie sowie Oren Koules und der unklaren Kompetenzen in der Führungsebene des Klubs entstanden sei. Nachdem General Manager Jay Feaster den Klub aufgrund der Einmischung durch Barrie und Koules in sportliche Entscheidungen verlassen hatte, übernahm Brian Lawton dessen Position. Im weiteren Verlauf der Sommerpause verpflichtete man Andrej Meszaros von den Ottawa Senators und Olaf Kölzig, welcher zukünftig als Ersatztorhüter hinter Smith agieren sollte. Kurz vor Beginn der Saison 2008/09 wurde Lecavalier zum neuen Mannschaftskapitän ernannt. Nach einem schlechten Saisonstart mit lediglich fünf Siegen aus den ersten 11 Spielen wurde Melrose entlassen und durch den bisherigen Assistenztrainer Rick Tocchet ersetzt. Auch Tocchet gelang es nicht, die Mannschaft zu stabilisieren, sodass man am Ende der Hauptrunde mit 66 Punkten noch schlechter als im Vorjahr abschnitt. Trotz der sportlichen Misere wurde Tocchet zum Cheftrainer befördert und erhielt einen mehrjährigen Vertrag bei den Lightning. Beim NHL Entry Draft 2009 sicherte man sich die Transferrechte am schwedischen Verteidiger Victor Hedman und verpflichtete mit Antero Niittymäki, Alex Tanguay und Mattias Öhlund einige Akteure mit viel Erfahrung in der höchsten Spielklasse Nordamerikas. In der Saison 2009/10 präsentierte sich die Mannschaft deutlich stabiler als in den Vorjahren und befand sich bis Februar 2010 im Bereich der Playoff-Ränge, bevor man durch elf Niederlagen im folgenden Monat die Chance auf den Einzug in die Playoffs verspielte.

### Neuaufbau unter Steve Yzerman
Im Sommer 2010 gab es dann schließlich eine tiefgreifende personelle Umstrukturierung innerhalb des Klubs; sowohl Tocchet als auch Lawton wurden durch den neuen Eigentümer Jeffrey Vinnik, welcher das Franchise im Februar 2010 erworben hatte, entlassen. Anschließend verpflichtete man mit Steve Yzerman einen prominenten Nachfolger auf der Position des General Manager, welcher wiederum Guy Boucher zum neuen Cheftrainer der Lightning machte. Auch in Bezug auf die Mannschaft gab es im weiteren Verlauf der Sommerpause einige Veränderungen. Während Antero Niittymäki, Alex Tanguay, Kurtis Foster und Matt Walker den Klub verließen, wurden Simon Gagné, Pavel Kubina, Dominic Moore und Dan Ellis verpflichtet. In der Saison 2010/11 konnten die Lightning über weite Strecken überzeugen und insbesondere die Offensivkräfte um St. Louis sowie Stamkos waren mit ihren Leistungen maßgeblich an den erfolgreichen Ergebnissen der Mannschaft beteiligt. Nach dem All-Star Game, bei dem St. Louis und Stamkos für das Team Lidström teilnahmen, stellte der Klub im Januar 2011 das neue Logo sowie die dazugehörigen Trikots für die Saison 2011/12 vor. Logo und Trikots setzen sich nun vornehmlich aus Blau und Weiß zusammen, Schwarz verschwindet sowohl auf dem Heimtrikot als auch im Logo. Die Änderungen während der Saison durchzuführen und nicht wie üblich in der Sommerpause, begründeten die Verantwortlichen damit, dass zu diesem Zeitpunkt (während der Saison) die Aufmerksamkeit der Fans auf das Team fixiert ist. Die Hauptrunde beendete die Mannschaft mit 103 Punkten und zog somit erstmals seit vier Jahren erneut in die Playoffs ein. Dort konnte man in der ersten Runde einen 1:3-Rückstand in der Serie gegen die Pittsburgh Penguins drehen und traf anschließend auf die Washington Capitals, welche man in vier Spielen schlug. Im Eastern-Conference-Finale unterlag man in sieben Partien den Boston Bruins.

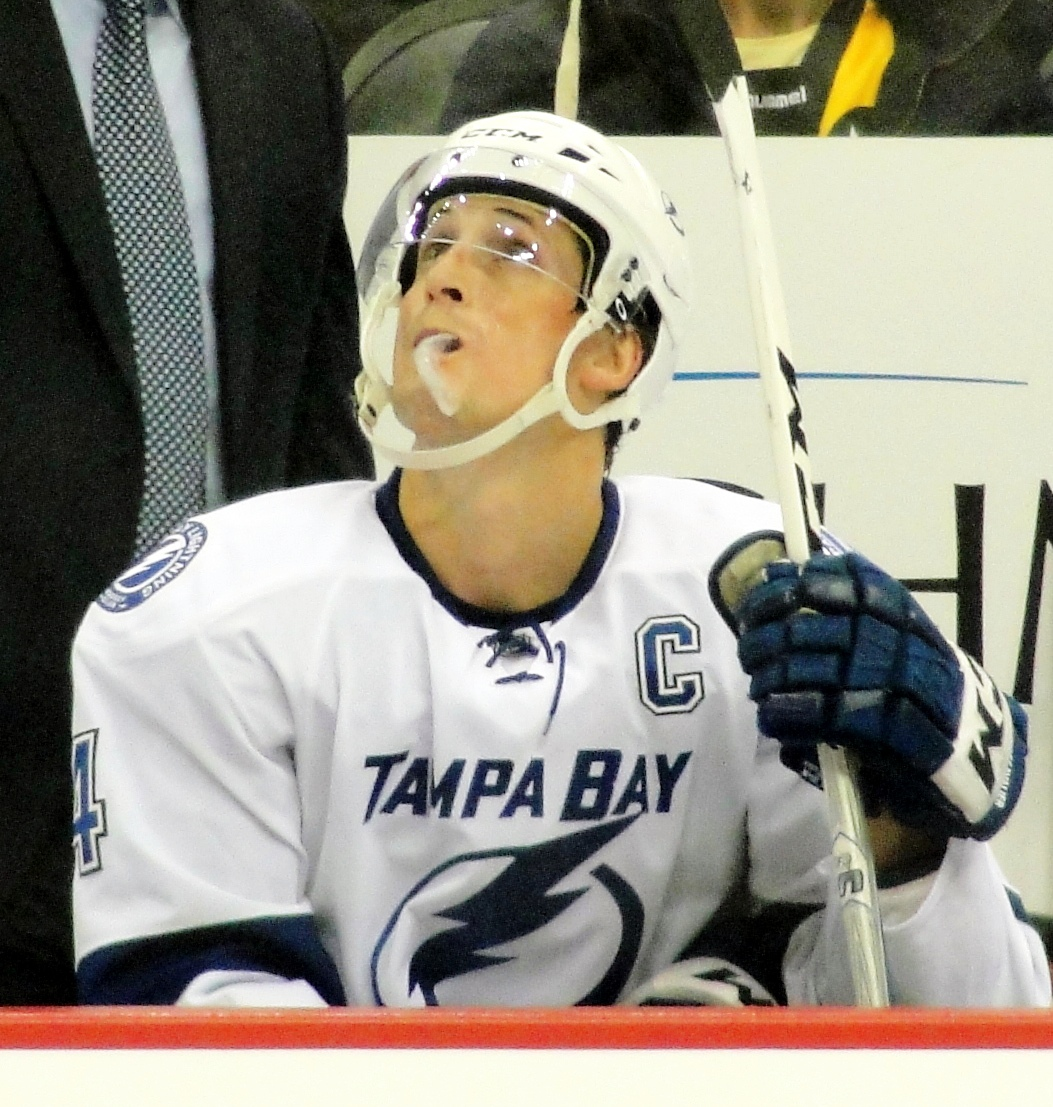
Im Juni 2013 verlässt Vincent Lecavalier nach 13 Jahren die Lightning.

Im Sommer 2011 gab es mit Smith und Gagne zwei bedeutende Abgänge, während man Ausnahme von Torhüter Mathieu Garon kaum nennenswerte Neuverpflichtungen tätigte. In der Saison 2011/12 gelang es der Mannschaft nicht, an die Leistungen aus dem Vorjahr anzuknüpfen. Obwohl Stamkos mit 60 Toren einen neuen Klubrekord aufstellte und zum zweiten Mal die Maurice Richard Trophy als bester Torschütze der NHL gewann, verpassten die Lightning mit 84 Punkten die Playoffs. Die folgende Spielzeit begann aufgrund des Lockout erst im Januar, wobei die Mannschaft nach einem guten Start zunehmend schwächere Leistungen zeigte und schließlich aus den Playoff-Rängen fiel. Infolgedessen wurde Cheftrainer Boucher im März 2013 entlassen und durch Jon Cooper, der zuvor das Farmteam Syracuse Crunch in der American Hockey League trainierte, ersetzt. Nachdem das Torhüterduo um Garon und Anders Lindbäck im Laufe der Saison nicht hatte überzeugen können, akquirierte man kurz vor dem Ende der Transferfrist (trade deadline) Ben Bishop von den Ottawa Senators, welche im Gegenzug Cory Conacher erhielten. Am Saisonende verpasste man mit 40 Punkten abermals die Playoffs, während Angreifer St. Louis mit 60 Scorerpunkten die Art Ross Trophy als punktbester Akteur der abgelaufenen Spielzeit erhielt. Im Juni 2013 entschied sich das Management dazu, den Vertrag mit dem langjährigen Kapitän Lecavalier frühzeitig auszubezahlen (buy-out) und begründete diesen Schritt damit, dass man dadurch mehr Spielraum hinsichtlich des Salary Cap erhalte. Die Saison 2013/14 begann für die Lightning zunächst erfolgreich und man profitierte abermals von den starken Offensivleistungen von Stamkos, bevor sich dieser im November 2013 im Spiel gegen die Boston Bruins einen Schienbeinbruch zuzog und bis März 2014 ausfiel. Kurz nach dessen Rückkehr transferierte man St. Louis, der zuvor gegenüber Yzerman einen Wechselwunsch geäußert hatte, im Austausch gegen Ryan Callahan zu den New York Rangers. Anschließend ernannte man Stamkos zum neuen Mannschaftskapitän und konnte am Saisonende mit 101 Punkten in die Playoffs einziehen. Dort unterlag man in der ersten Runde den Montreal Canadiens nach vier Spielen.
In der Sommerpause 2014 wurden die Verträge von Callahan, Bishop, Ondřej Palát, Andrej Šustr und Tyler Johnson verlängert, während man mit Ryan Malone einen weiteren Akteur vorzeitig ausbezahlte. Weiterhin verpflichtete man mit Evgeni Nabokov, Anton Strålman und Brian Boyle drei erfahrene Akteure für die Kadertiefe. In der Saisonvorbereitung konnten sich einige der hoffnungsvollen Talente wie Wladislaw Namestnikow, Cedric Paquette, Jonathan Drouin empfehlen und standen zu Beginn der Saison 2014/15 im NHL-Kader der Lightning. Im Laufe der Spielzeit überzeugte die Mannschaft mit spielerisch starken Auftritten und zeichnete sich insbesondere durch ausgeglichene Sturmreihen aus, wobei junge Spieler wie Johnson, Palat und Nikita Kutscherow sich als Leistungsträger etablierten. Am Saisonende verzeichneten die Lightning insgesamt 108 Punkten und trafen in der ersten Runde der Playoffs auf die Detroit Red Wings, welche man in sieben Spielen schlagen konnte. Anschließend gewann man in sechs Partien gegen die Montreal Canadiens und begegnete im Eastern-Conference-Finale den New York Rangers. Mit vier Siegen aus sieben Spielen zog man anschließend erstmals seit 2004 in das Stanley-Cup-Finale ein und traf dort auf die Chicago Blackhawks, welchen man mit 2:4 in der Serie unterlag. Im Juni 2015 wurde Yzerman als General Manager des Jahres von der NHL ausgezeichnet. In Bezug auf die Mannschaft gab es während der Sommerpause kaum Veränderungen, da Yzerman seine Zufriedenheit mit dem bestehenden Kader bekundete und die angestrebte Vertragsverlängerung mit Stamkos zur obersten Priorität erklärte.
Am letzten Spieltag der Saison 2018/19 stellte man nach einem 6:3-Sieg gegen die Boston Bruins mit dem 62. Sieg in der regulären Saison den Rekord der Detroit Red Wings aus der Saison 1995/96 ein. Nach dieser herausragenden Hauptrunde musste das Team in der ersten Runde der Playoffs 2019 mit dem 0:4 gegen die Columbus Blue Jackets jedoch eine historische Niederlage hinnehmen. Im Gegensatz dazu folgte im Folgejahr der zweite Stanley-Cup-Sieg der Franchise-Geschichte, indem sich das Team im Endspiel mit 4:2 gegen die Dallas Stars durchsetzte. Durch ein 4:1 über die Canadiens de Montréal verteidigte man den Titel im Folgejahr, bevor der dritte Cup in Folge im Endspiel der Playoffs 2022 durch eine 2:4-Niederlage gegen Colorado knapp verpasst wurde.

## Spielstätten

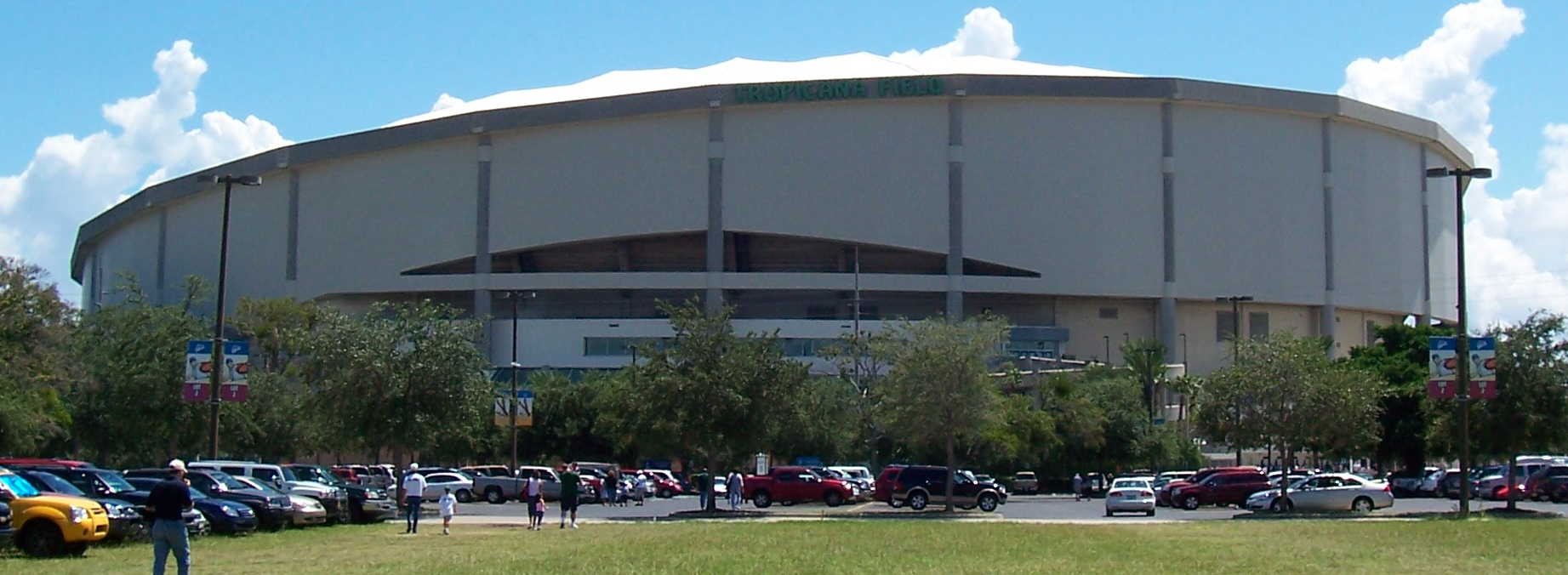
Thunderdome, 1993–1996 Heimat der Lightning

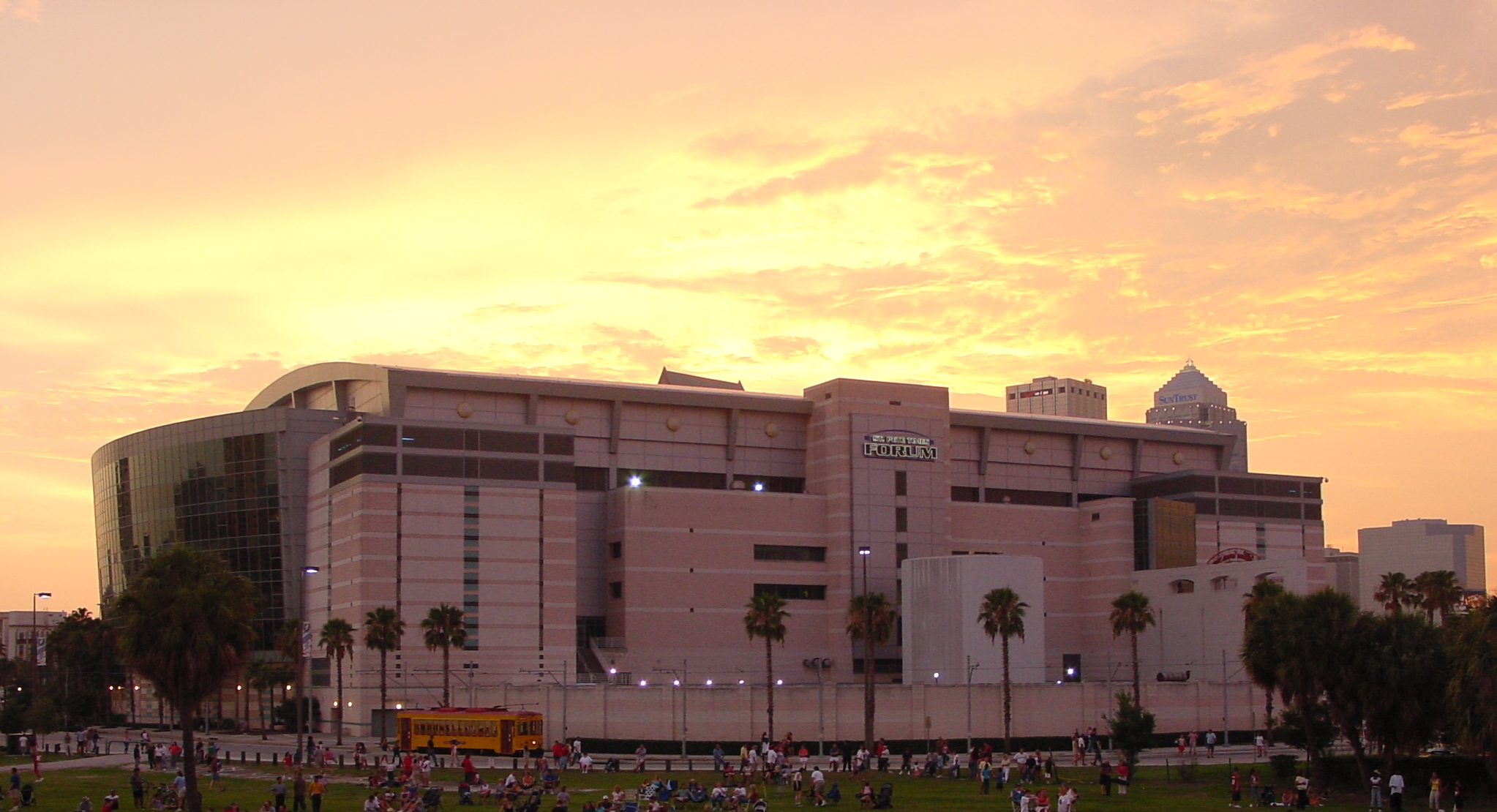
Amalie Arena,
aktuelle Spielstätte

Die Lightning tragen ihre Heimspiele seit 1996 in der Amalie Arena, einer 19.500 Zuschauer fassenden Multifunktionsarena, aus. Bis 2002 trug es den Namen Ice Palace. 2002 kaufte die St. Petersburg Times die Namensrechte an der Arena, diese galten noch bis 2014. Das Unternehmen zahlt für die gesamte Dauer von 12 Jahren 25,2 Millionen US-Dollar. Seit September 2014 trägt die Spielstätte den Namen des Mineralölunternehmens Amalie Oil Company.
Das erste Jahr spielte der Klub in der Expo Hall, das bei Eishockeyveranstaltungen eine Kapazität von 10.425 Plätzen hatte. Zur Saison 1993/94 wechselte man in den Thunderdome. Von vornherein war klar, dass das nur eine Übergangslösung sein konnte. Das Stadion, das für Baseball und Football gebaut wurde, bot bei Eishockeyveranstaltungen weit über 25.000 Zuschauern einen Platz, die jedoch keine Optimalen Bedingungen vorfanden. 1996 konnte man dann endlich in den Ice Palace umziehen und dort die lange gesuchte Heimat finden.

## Farmteams
Zu den Lightning, wie zu allen anderen NHL-Teams, gehören auch Mannschaften in niederklassigeren Ligen, sogenannte Farmteams. Im Falle der Lightning sind dies seit 2012 die Syracuse Crunch in der American Hockey League. Die Farmteams werden in der NHL oft dazu benutzt, die Nachwuchsspieler und Rookies auf die NHL-Spiele vorzubereiten. Den Nachwuchs beziehen die Lightning dabei, wie die anderen Vereine, vor allem über den NHL Entry Draft, über den alljährlich die vielversprechendsten Nachwuchsspieler in die Liga gelangen.
Die Farmteams der Tampa Bay Lightning seit 1992:
| Zeitraum        | Mannschaft             | Liga |
| 1992/93–1995/96 | Atlanta Knights        | IHL  |
| 1994/95–1995/96 | Nashville Knights      | ECHL |
| 1996/97–1997/98 | Adirondack Red Wings   | AHL  |
| 1997/98–1998/99 | Chesapeake Icebreakers | ECHL |
| 1998/99         | Cleveland Lumberjacks  | IHL  |
| 1999/00         | Toledo Storm           | ECHL |
| 1999/00–2000/01 | Detroit Vipers         | IHL  |

| Zeitraum        | Mannschaft           | Liga |
| 2000/01         | Johnstown Chiefs     | ECHL |
| 2001/02–2002/03 | Springfield Falcons  | AHL  |
| 2001/02–2004/05 | Pensacola Ice Pilots | ECHL |
| 2003/04         | Hamilton Bulldogs    | AHL  |
| 2003/04         | Hershey Bears        | AHL  |
| 2005/06–2006/07 | Springfield Falcons  | AHL  |
| 2005/06–2006/07 | Johnstown Chiefs     | ECHL |

| Zeitraum        | Mannschaft             | Liga |
| 2007/08         | Mississippi Sea Wolves | ECHL |
| 2007/08–2011/12 | Norfolk Admirals       | AHL  |
| 2008/09         | Augusta Lynx           | ECHL |
| 2009/10         | Colorado Eagles        | CHL  |
| 2010/11–2014/15 | Florida Everblades     | ECHL |
| seit 2012/13    | Syracuse Crunch        | AHL  |
| 2016/17–2017/18 | Kalamazoo Wings        | ECHL |
| seit 2018/19    | Orlando Solar Bears    | ECHL |

## Erfolge und Ehrungen

### Sportliche Erfolge
| Stanley Cups              |                                             |
| 2003/04, 2019/20, 2020/21 |                                             |
| Presidents’ Trophies      |                                             |
| 2018/19                   |                                             |
| Conference Championships  | Saison                                      |
| Prince of Wales Trophy    | 2003/04, 2014/15, 2019/20, 2020/21, 2021/22 |
| Division Championships    | Saison                                      |
| Southeast Division        | 2002/03, 2003/04                            |
| Atlantic Division         | 2017/18, 2018/19                            |

Den bisher größten Triumph feierten die Tampa Bay Lightning am Ende der Saison 2003/04, als sie als erstes Team der NHL-Expansion der 1990er Jahre den prestigeträchtigen Stanley Cup gewinnen konnten. Diesen Erfolg wiederholten sie in den Jahren 2020 und 2021. Mit dem Erfolg 2004 war auch der Gewinn der Prince of Wales Trophy verbunden, die sie auch 2015 sowie 2020 und 2021 errangen. Des Weiteren stehen vier Divisionstitel aus den Jahren 2002/03 und 2003/04 sowie 2017/18 und 2018/19 zu Buche. Zudem gewann man 2018/19 auch die erste Presidents’ Trophy.

### NHL Awards und All-Star Team-Nominierungen
| Auszeichnung                          | Name | Saison |
| Art Ross Trophy                       | Martin St. Louis Nikita Kutscherow | 2003/04, 2012/13 2018/19, 2023/24, 2024/25                                                                                        |
| Bill Masterton Memorial Trophy        | John Cullen | 1998/99 |
| Conn Smythe Trophy                    | Brad Richards Victor Hedman Nikita Kutscherow                                                                                            | 2003/04 2019/20 2020/21 |
| Hart Memorial Trophy                  | Martin St. Louis Nikita Kutscherow | 2003/04 2018/19 |
| Jack Adams Award                      | John Tortorella | 2003/04 |
| James Norris Memorial Trophy          | Victor Hedman | 2017/18 |
| King Clancy Memorial Trophy           | Vincent Lecavalier | 2007/08 |
| Lady Byng Memorial Trophy             | Brad Richards Martin St. Louis | 2003/04 2009/10, 2010/11, 2012/13                                                                                                 |
| Lester B. Pearson Award               | Martin St. Louis | 2003/04 |
| Mark Messier Leadership Award         | Steven Stamkos | 2022/23 |
| Maurice 'Rocket' Richard Trophy       | Vincent Lecavalier Steven Stamkos | 2006/07 2009/10*, 2011/12 |
| NHL Plus/Minus Award                  | Martin St. Louis Nikita Kutscherow Ryan McDonagh                                                                                         | 2003/04** 2014/15 2024/25 |
| NHL Foundation Player Award           | Vincent Lecavalier | 2007/08*** |
| NHL General Manager of the Year Award | Steve Yzerman | 2014/15 |
| Ted Lindsay Award                     | Nikita Kutscherow | 2018/19, 2024/25 |
| All-Rookie Team                       | Brad Richards Tyler Johnson Ondřej Palát                                                                                                 | 2000/01 2013/14 |
| First All-Star Team                   | Martin St. Louis Nikita Kutscherow Victor Hedman Andrei Wassilewski                                                                      | 2003/04 2017/18, 2018/19, 2023/24, 2024/25 2017/18 2018/19, 2020/21                                                               |
| Second All-Star Team                  | Dan Boyle Vincent Lecavalier Martin St. Louis Steven Stamkos Ben Bishop Victor Hedman Nikita Kutscherow Andrei Wassilewski Brandon Hagel | 2006/07 , 2009/10, 2010/11, 2012/13 2010/11, 2011/12 2015/16 2016/17, 2018/19, 2019/20, 2020/21, 2024/25 2016/17, 2019/20 2024/25 |

* gemeinsam mit Sidney Crosby

** gemeinsam mit Marek Malík

*** gemeinsam mit Trevor Linden

**** gemeinsam mit Max Pacioretty
Seit der Gründung des Franchises gelang es wiederholt einem Spieler oder Trainer der Tampa Bay Lightning, einen der individuellen NHL Awards zu gewinnen. Zudem schaffte es mehrere Spieler in eines der All-Star-Teams sowie ein weiterer ins All-Rookie-Team.
Bei den NHL Awards 1996 waren erstmals Spieler und Trainer der Tampa Bay Lightning in die engere Auswahl für Trophäen gekommen. Torhüter Daren Puppa war in der Auswahl zur Vezina Trophy, während Trainer Terry Crisp für den Jack Adams Award nominiert war. 1999 gewann dann John Cullen als erster Spieler eine Trophäe, als ihm die Bill Masterton Memorial Trophy verliehen wurde. Nach der Saison 2003/04, in der das Team den Stanley Cup gewinnen konnte, folgten zahlreiche individuelle Auszeichnungen für die Spieler. Martin St. Louis erhielt vier Trophäen und Brad Richards wurde zweimal ausgezeichnet. Als bester Torschütze wurden bisher Vincent Lecavalier in der Spielzeit 2006/07 mit 52 Tore und Steven Stamkos in den Spielzeiten 2009/10 und 2011/12 mit 51 bzw. 60 Treffern ausgezeichnet.
Brad Richards schaffte es in der Saison 2000/01 als bislang einziger in das NHL All-Rookie Team gewählt zu werden. Nachdem Martin St. Louis 2004 in das NHL First All-Star Team gewählt worden war, schafften es nach der Saison 2006/07 gleich drei Spieler ins Second All-Star Team. St. Louis schaffte es 2009/10, 2010/11 und 2012/13 wieder in das Second All-Star Team gewählt zu werden.
In jüngerer Vergangenheit gehörten vor allem Nikita Kutscherow, Victor Hedman und Andrei Wassilewski zu den regelmäßig geehrten Akteuren.

### NHL All-Star Game-Nominierungen
| Jahr | Name                                                                      |
| 1993 | Brian Bradley                                                             |
| 1994 | Brian Bradley                                                             |
| 1996 | Roman Hamrlík                                                             |
| 1997 | Dino Ciccarelli                                                           |
| 1999 | Wendel Clark                                                              |
| 2000 | Petr Svoboda                                                              |
| 2001 | Fredrik Modin                                                             |
| 2002 | Nikolai Chabibulin Brad Richards**                                        |
| 2003 | Nikolai Chabibulin Vincent Lecavalier Martin St. Louis Alexander Switow** |
| 2004 | Martin St. Louis Pavel Kubina                                             |
| 2007 | Vincent Lecavalier Martin St. Louis Paul Ranger**                         |
| 2008 | Vincent Lecavalier Martin St. Louis Mike Lundin**                         |
| 2009 | Vincent Lecavalier Martin St. Louis Steven Stamkos**                      |
| 2011 | Steven Stamkos Martin St. Louis                                           |

| Jahr | Name                                                                                           |
| 2012 | Steven Stamkos                                                                                 |
| 2015 | Steven Stamkos Tyler Johnson* Jonathan Drouin**                                                |
| 2016 | Ben Bishop Steven Stamkos                                                                      |
| 2017 | Nikita Kutscherow Victor Hedman                                                                |
| 2018 | Andrei Wassilewski Victor Hedman* Brayden Point Nikita Kutscherow Steven Stamkos Jon Cooper*** |
| 2019 | Andrei Wassilewski Nikita Kutscherow Steven Stamkos Jon Cooper***                              |
| 2020 | Andrei Wassilewski Victor Hedman                                                               |
| 2022 | Andrei Wassilewski Victor Hedman Steven Stamkos                                                |
| 2023 | Andrei Wassilewski Nikita Kutscherow                                                           |
| 2024 | Nikita Kutscherow                                                                              |

In den ersten Jahren des Bestehens der Lightning war es üblich, dass jedes Team mit mindestens einem Spieler beim All-Star Game vertreten war. Brian Bradley vertrat Florida in den ersten beiden Spielen. 1997 gelang Dino Ciccarelli mit einer Vorlage auf Mario Lemieux als erstem Spieler der Lightning ein Scorerpunkt. Für das All-Star Game 1999 war Tampa Bay Gastgeber des Spiels. Fredrik Modin gelangen 2001 gleich vier Vorlagen. Der erste Torschütze aus den Reihen der Lightning war Martin St. Louis bei seiner zweiten Teilnahme 2007.

### Saisonstatistik
Abkürzungen: GP = Spiele, W = Siege, L = Niederlagen, T = Unentschieden, OTL = Niederlagen nach Overtime bzw. Shootout, Pts = Punkte, GF = Erzielte Tore, GA = Gegentore
| Saison   | GP   | W    | L    | T   | OTL | Pts  | GF   | GA   | Platz         | Playoffs |
| 1992/93  | 84   | 23   | 54   | 7   | —   | 53   | 245  | 332  | 6., Norris    | nicht qualifiziert |
| 1993/94  | 84   | 30   | 43   | 11  | —   | 71   | 224  | 251  | 7., Atlantic  | nicht qualifiziert |
| 1994/951 | 48   | 17   | 28   | 3   | —   | 37   | 120  | 144  | 6., Atlantic  | nicht qualifiziert |
| 1995/96  | 82   | 38   | 32   | 12  | —   | 88   | 238  | 248  | 5., Atlantic  | Niederlage im Conference-Viertelfinale, 2:4 (Philadelphia) |
| 1996/97  | 82   | 32   | 40   | 10  | —   | 74   | 217  | 247  | 6., Atlantic  | nicht qualifiziert |
| 1997/98  | 82   | 17   | 55   | 10  | —   | 44   | 151  | 269  | 7., Atlantic  | nicht qualifiziert |
| 1998/99  | 82   | 19   | 54   | 9   | —   | 47   | 179  | 292  | 4., Southeast | nicht qualifiziert |
| 1999/00  | 82   | 19   | 47   | 9   | 7   | 54   | 204  | 310  | 4., Southeast | nicht qualifiziert |
| 2000/01  | 82   | 24   | 47   | 6   | 5   | 59   | 201  | 280  | 5., Southeast | nicht qualifiziert |
| 2001/02  | 82   | 27   | 40   | 11  | 4   | 69   | 178  | 219  | 3., Southeast | nicht qualifiziert |
| 2002/03  | 82   | 36   | 25   | 16  | 5   | 93   | 219  | 210  | 1., Southeast | Sieg im Conference-Viertelfinale, 4:2 (Washington) Niederlage im Conference-Halbfinale, 1:4 (New Jersey)                                                                                   |
| 2003/04  | 82   | 46   | 22   | 8   | 6   | 106  | 245  | 192  | 1., Southeast | Sieg im Conference-Viertelfinale, 4:1 (NY Islanders) Sieg im Conference-Halbfinale, 4:0 (Montréal) Sieg im Conference-Finale, 4:3 (Philadelphia) Sieg im Stanley-Cup-Finale, 4:3 (Calgary) |
| 2004/052 | —    | —    | —    | —   | —   | —    | —    | —    | —             | — |
| 2005/06  | 82   | 43   | 33   | —   | 6   | 92   | 252  | 260  | 2., Southeast | Niederlage im Conference-Viertelfinale, 1:4 (Ottawa) |
| 2006/07  | 82   | 44   | 33   | —   | 5   | 93   | 253  | 261  | 2., Southeast | Niederlage im Conference-Viertelfinale, 2:4 (New Jersey) |
| 2007/08  | 82   | 31   | 42   | —   | 9   | 71   | 223  | 267  | 5., Southeast | nicht qualifiziert |
| 2008/09  | 82   | 24   | 40   | —   | 18  | 66   | 210  | 279  | 5., Southeast | nicht qualifiziert |
| 2009/10  | 82   | 34   | 36   | —   | 12  | 80   | 217  | 260  | 3., Southeast | nicht qualifiziert |
| 2010/11  | 82   | 46   | 25   | —   | 11  | 103  | 247  | 240  | 2., Southeast | Sieg im Conference-Viertelfinale, 4:3 (Pittsburgh) Sieg im Conference-Halbfinale, 4:0 (Washington) Niederlage im Conference-Finale, 3:4 (Boston)                                           |
| 2011/12  | 82   | 38   | 36   | —   | 8   | 84   | 235  | 281  | 3., Southeast | nicht qualifiziert |
| 2012/133 | 48   | 18   | 26   | —   | 4   | 40   | 148  | 150  | 4., Southeast | nicht qualifiziert |
| 2013/14  | 82   | 46   | 27   | —   | 9   | 101  | 239  | 215  | 2., Atlantic  | Niederlage im Conference-Viertelfinale, 0:4 (Montréal) |
| 2014/15  | 82   | 50   | 24   | —   | 8   | 108  | 262  | 211  | 2., Atlantic  | Sieg im Conference-Viertelfinale, 4:3 (Detroit) Sieg im Conference-Halbfinale, 4:2 (Montréal) Sieg im Conference-Finale, 4:3 (NY Rangers) Niederlage im Stanley-Cup-Finale, 2:4 (Chicago)  |
| 2015/16  | 82   | 46   | 31   | —   | 5   | 97   | 227  | 201  | 2., Atlantic  | Sieg im Conference-Viertelfinale, 4:1 (Detroit) Sieg im Conference-Halbfinale, 4:1 (NY Islanders) Niederlage im Conference-Finale, 3:4 (Pittsburgh)                                        |
| 2016/17  | 82   | 42   | 30   | —   | 10  | 92   | 230  | 224  | 5., Atlantic  | nicht qualifiziert |
| 2017/18  | 82   | 54   | 23   | —   | 5   | 113  | 290  | 234  | 1., Atlantic  | Sieg im Conference-Viertelfinale, 4:1 (New Jersey) Sieg im Conference-Halbfinale, 4:1 (Boston) Niederlage im Conference-Finale, 3:4 (Washington)                                           |
| 2018/19  | 82   | 62   | 16   | —   | 4   | 128  | 319  | 221  | 1., Atlantic  | Niederlage im Conference-Viertelfinale, 0:4 (Columbus) |
| 2019/204 | 70   | 43   | 21   | —   | 6   | 92   | 243  | 194  | 2., Atlantic  | Sieg im Conference-Viertelfinale, 4:1 (Columbus) Sieg im Conference-Halbfinale, 4:1 (Boston) Sieg im Conference-Finale, 4:2 (NY Islanders) Sieg im Stanley-Cup-Finale, 4:2 (Dallas)        |
| 2020/214 | 56   | 36   | 17   | —   | 3   | 75   | 180  | 145  | 3., Central   | Sieg in der ersten Runde, 4:2 (Florida) Sieg in der zweiten Runde, 4:1 (Carolina) Sieg im Halbfinale, 4:3 (NY Islanders) Sieg im Stanley-Cup-Finale, 4:1 (Montréal)                        |
| 2021/22  | 82   | 51   | 23   | —   | 8   | 110  | 285  | 228  | 3., Atlantic  | Sieg im Conference-Viertelfinale, 4:3 (Toronto) Sieg im Conference-Halbfinale, 4:0 (Florida) Sieg im Conference-Finale, 4:2 (NY Rangers) Niederlage im Stanley-Cup-Finale, 2:4 (Colorado)  |
| 2022/23  | 82   | 46   | 30   | —   | 6   | 98   | 280  | 252  | 3., Atlantic  | Niederlage im Conference-Viertelfinale, 2:4 (Toronto) |
| 2023/24  | 82   | 45   | 29   | —   | 8   | 98   | 288  | 267  | 4., Atlantic  | Niederlage im Conference-Viertelfinale, 1:4 (Florida) |
| 2024/25  | 82   | 47   | 27   | —   | 8   | 102  | 292  | 216  | 2., Atlantic  | Niederlage im Conference-Viertelfinale, 1:4 (Florida) |
| Gesamt   | 2522 | 1174 | 1056 | 112 | 180 | 2638 | 7341 | 7600 |               | 17 Playoff-Teilnahmen 3 Stanley-Cup-Siege 39 Serien: 25 Siege, 14 Niederlagen 221 Spiele: 123 Siege, 98 Niederlagen                                                                        |

1 Saison wegen des NHL-Lockout 1994/95 verkürzt
2 Saison wegen des NHL-Lockout 2004/05 ausgefallen
3 Saison wegen des NHL-Lockout 2012/13 verkürzt
4 Saison wegen der COVID-19-Pandemie verkürzt

### Franchiserekorde
Im Folgenden werden ausgewählte Spielerrekorde des Franchise sowohl über die gesamte Karriere als auch über einzelne Spielzeiten aufgeführt.

#### Karriere
|                                   | Name                | Anzahl                                       |
| Meiste Spiele                     | Victor Hedman*      | 1131 (in 16 Spielzeiten)                     |
| Meiste aufeinanderfolgende Spiele | Martin St. Louis    | 499 (17. November 2005 bis 6. Dezember 2011) |
| Meiste Tore                       | Steven Stamkos      | 555                                          |
| Meiste Vorlagen                   | Nikita Kutscherow*  | 637                                          |
| Meiste Punkte                     | Steven Stamkos      | 1137 (555 Tore + 582 Vorlagen)               |
| Meiste Strafminuten               | Chris Gratton       | 828                                          |
| Meiste Shutouts                   | Andrei Wassilewski* | 40                                           |

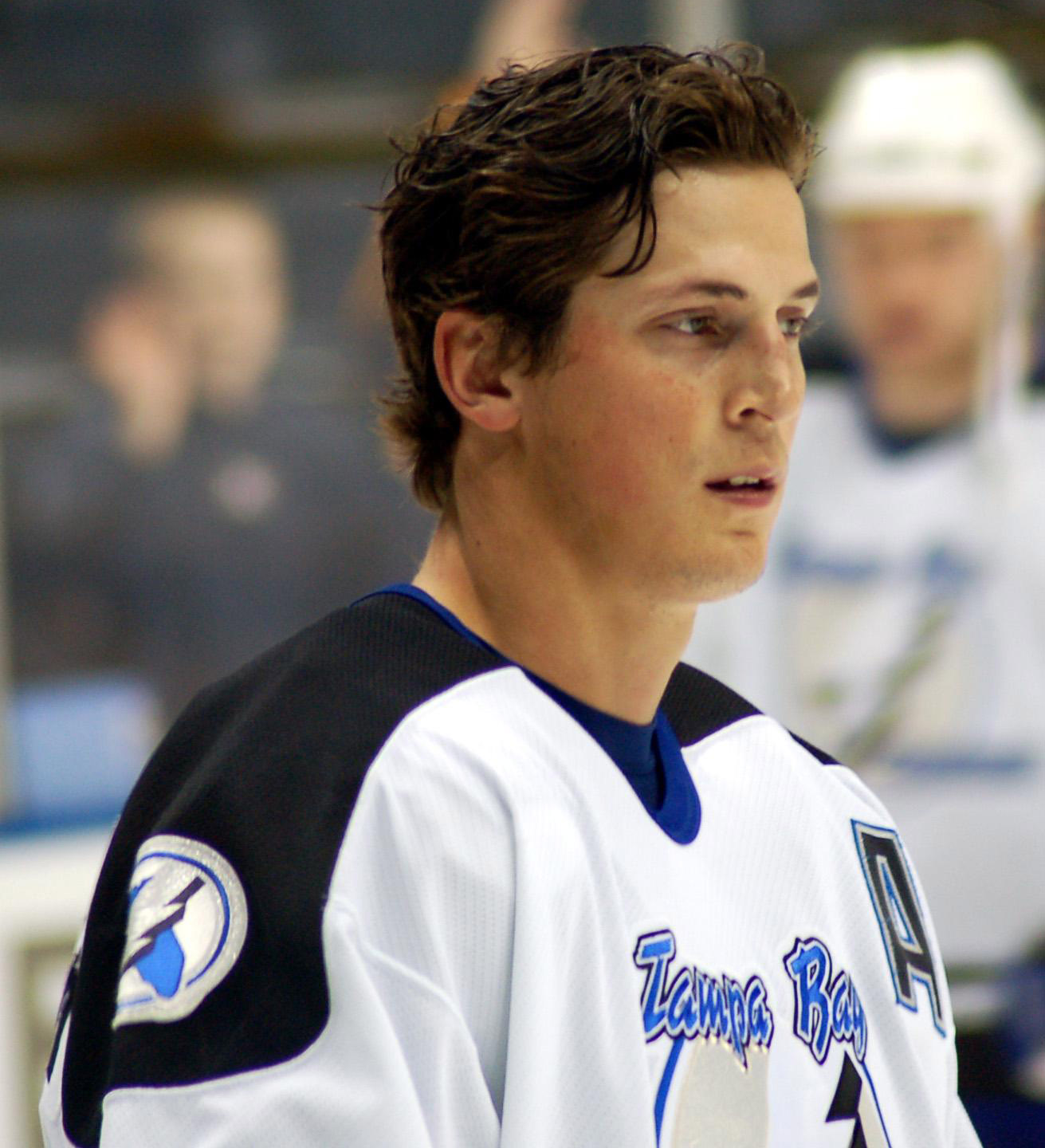
Vincent Lecavalier ist der Rekordspieler seines Teams.

*aktiver Spieler der Lightning; Stand: nach der Saison 2024/25

#### Saison

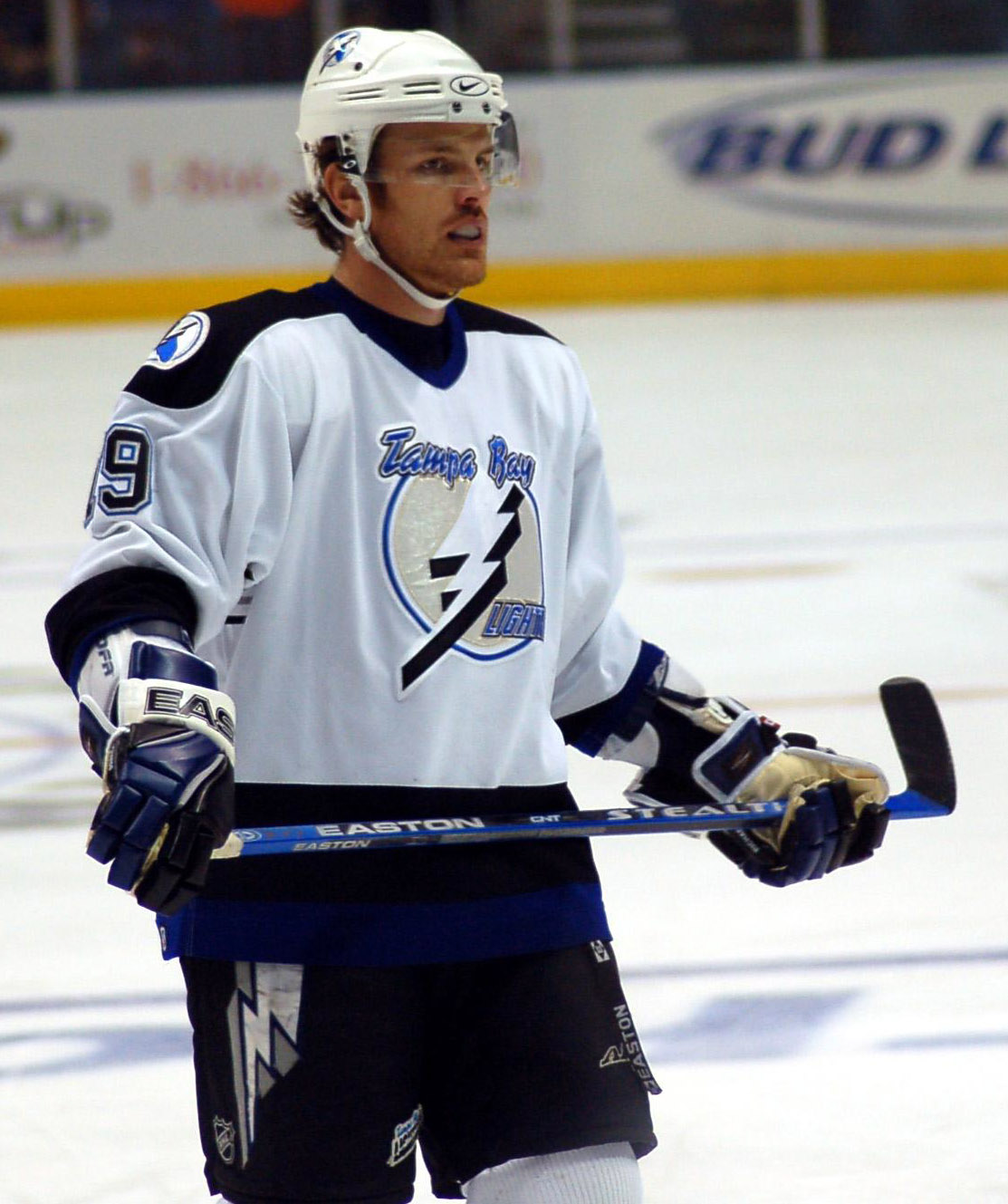
Brad Richards war bis 2018 der erfolgreichste Rookie im Trikot der Tampa Bay Lightning.

|                               | Name               | Anzahl                       | Saison  |
| Meiste Tore                   | Steven Stamkos     | 60                           | 2011/12 |
| Meiste Vorlagen               | Nikita Kutscherow  | 100                          | 2023/24 |
| Meiste Punkte                 | Nikita Kutscherow  | 144 (44 Tore + 100 Vorlagen) | 2023/24 |
| Meiste Punkte als Rookie      | Yanni Gourde       | 64 (25 Tore + 39 Vorlagen)   | 2017/18 |
| Meiste Punkte als Verteidiger | Victor Hedman      | 85 (20 Tore + 65 Vorlagen)   | 2021/22 |
| Meiste Strafminuten           | Zenon Konopka      | 265                          | 2009/10 |
| Meiste Siege als Torhüter     | Andrei Wassilewski | 44                           | 2017/18 |

## Trainer
Abkürzungen: GC = Spiele, W = Siege, L = Niederlagen, T = Unentschieden, OTL = Niederlagen nach
Overtime, Pts = Punkte, Win % = Siegquote
| Name            | Saison           | Reguläre Saison | Reguläre Saison | Reguläre Saison | Reguläre Saison | Reguläre Saison | Reguläre Saison | Reguläre Saison | Playoffs | Playoffs | Playoffs |
| Name            | Saison           | GC              | W               | L               | T               | OTL             | Pts             | Win %           | GC       | W        | L        |
| Terry Crisp     | 1992/93–1997/98* | 391             | 142             | 204             | 45              | —               | 329             | .421            | 6        | 2        | 4        |
| Rick Paterson** | 1997/98*         | 6               | 0               | 6               | 0               | —               | 0               | .000            | —        | —        | —        |
| Jacques Demers  | 1997/98*–1998/99 | 147             | 34              | 96              | 17              | —               | 85              | .289            | —        | —        | —        |
| Steve Ludzik    | 1999/00–2000/01  | 121             | 31              | 67              | 14              | 9               | 85              | .351            | —        | —        | —        |
| John Tortorella | 2000/01–2007/08  | 535             | 239             | 222             | 36              | 38              | 552             | .516            | 45       | 24       | 21       |
| Barry Melrose   | 2008/09*         | 16              | 5               | 7               | —               | 4               | 14              | .438            | —        | —        | —        |
| Rick Tocchet    | 2008/09*–2009/10 | 148             | 53              | 69              | —               | 26              | 132             | .446            | —        | —        | —        |
| Guy Boucher     | 2010/11–2012/13* | 195             | 97              | 78              | —               | 20              | 214             | .549            | 18       | 11       | 7        |
| Jon Cooper      | seit 2012/13*    | 961             | 572             | 306             | —               | 83              | 1227            | .638            | 155      | 88       | 67       |

* Wechsel während der laufenden Saison;
** Interimstrainer
Fast sechs Jahre gab das Management dem ersten Trainer, Terry Crisp, Zeit ein neues Team in Tampa zu formen. Crisp war bereits in den 1970er Jahren als Assistenztrainer in der NHL tätig gewesen und hatte nach vielen Jahren im Nachwuchsbereich, 1987 die Calgary Flames übernommen. Dort gewann er 1989 den Stanley Cup.
Mit seinen Nachfolgern Jacques Demers und Steve Ludzik hatte die Klubführung nicht soviel Geduld. Erst dem fünften Trainer, John Tortorella, gelang es ein Team zu formen, das den Stanley Cup gewann. Unter seiner Führung beendete das Team drei Spielzeiten in Folge mit mindestens 43 Siegen. Nach einer enttäuschenden Saison 2007/08, die die Lightning auf dem letzten Platz beendeten, wurde Tortorella jedoch entlassen.
Ihm folgte Barry Melrose, der nach 13-jähriger Abstinenz wieder ins Trainergeschäft einstieg, aber bereits nach 16 Saisonspielen seinen Posten räumen musste. Für ihn wurde sein bisheriger Assistent Rick Tocchet zunächst auf Interimsbasis und später als vollwertiger Cheftrainer eingesetzt. Trotz einer erheblichen Steigerung des Saisonergebnisses im Spieljahr 2009/10 gelang auch ihm die erste Playoff-Qualifikation seit der Ära Tortorella nicht. Nach der Spielzeit wurde er entlassen und am 10. Juni 2010 durch Guy Boucher ersetzt, der zuvor erfolgreich die Hamilton Bulldogs in der American Hockey League betreut hatte.
Unter seinem Nachfolger Jon Cooper, seit März 2013 im Amt, gewannen die Bolts im Jahr 2019 die Presidents’ Trophy als punktbestes Team der regulären Saison sowie in den Jahren 2020 und 2021 jeweils den prestigeträchtigen Stanley Cup.

## General Manager
| Name             | Saison          |
| Phil Esposito    | 1992/93–1997/98 |
| Jacques Demers   | 1998/99         |
| Rick Dudley      | 1999/00–2001/02 |
| Jay Feaster      | 2002/03–2007/08 |
| Brian Lawton     | 2008/09–2009/10 |
| Steve Yzerman    | 2010/11–2017/18 |
| Julien BriseBois | seit 2018/19    |

Mit Phil Esposito verpflichtete die Teamleitung eine NHL-Legende als ersten General Manager. Mitte der 1980er Jahre hatte er diese Position bei den New York Rangers innegehabt. Er übergab dieses Amt 1998 an Jacques Demers, den er ein Jahr zuvor als Trainer geholt hatte. Vor allem für rechtliche Belange hatte Demers den ehemaligen Richter Jay Feaster in sein Team geholt. Demers blieb nur für ein Jahr. Als Nachfolger verpflichtete der Klub mit Rick Dudley den General Manager der Ottawa Senators.
Zwischen Dudley und Feaster kam es zu Unstimmigkeiten, da Dudley Vincent Lecavalier abgeben wollte und Feaster dies nicht unterstützte. Zur Überraschung vieler entschied sich das Management gegen Dudley und machte Feaster, der keinen Eishockeyhintergrund hatte, zum neuen General Manager. Feaster übernahm eher Managementaufgaben und stellte sich mit Bill Barber einen Eishockeyfachmann zur Seite. Sie bauten das Team um und konnten mit der körperbetonteren Spielweise 2004 den Stanley Cup gewinnen. Nach Ende der Saison 2007/08, in der sich das Team nicht für die Playoffs qualifizieren konnte, stellte Feaster seine Position zur Verfügung. Der Posten blieb vorerst vakant und der Vize-Präsident für das Eishockeygeschäft, Brian Lawton, übernahm die Aufgaben von Feaster Ende Juni 2008, ehe er vier Monate später offiziell zum General Manager ernannt wurde.
Nach der Spielzeit 2009/10 beurlaubten die Lightning Lawton. Als neuen General Manager verpflichteten sie Hall-of-Fame-Mitglied Steve Yzerman, der erst im Februar 2010 die kanadische Nationalmannschaft als General Manager zum Goldmedaillengewinn bei den Olympischen Winterspielen in Vancouver geführt hatte. Yzerman betreute das Team in der Folge acht Jahre, in denen sich die Lightning unter den besten NHL-Teams etablierten, bevor er das Amt im September 2018 an seinen bisherigen Assistenten Julien BriseBois übergab.

## Spieler

### Kader der Saison 2024/25
Stand: Ende der Saison 2024/25
| Nr. | Nat.               | Spieler               | Pos. | Geburtsdatum       | in Org. seit | Geburtsort                        |
| --- | ------------------ | --------------------- | ---- | ------------------ | ------------ | --------------------------------- |
| 31  | Schweden           | Jonas Johansson       | G    | 19. September 1995 | 2023         | Gävle, Schweden                   |
| 88  | Russland           | Andrei Wassilewski    | G    | 25. Juli 1994      | 2014         | Tjumen, Russland                  |
| 81  | Slowakei           | Erik Černák           | D    | 28. Mai 1997       | 2017         | Košice, Slowakei                  |
| 77  | Schweden           | Victor Hedman – C     | D    | 18. Dezember 1990  | 2009         | Örnsköldsvik, Schweden            |
| 78  | Norwegen           | Emil Lilleberg        | D    | 2. Februar 2001    | 2023         | Sarpsborg, Norwegen               |
| 27  | Vereinigte Staaten | Ryan McDonagh – A     | D    | 13. Juni 1989      | 2024         | Saint Paul, Minnesota, USA        |
| 90  | Schweiz            | Janis Moser           | D    | 6. Juni 2000       | 2024         | Biel/Bienne, Schweiz              |
| 48  | Vereinigte Staaten | Nick Perbix           | D    | 15. Juni 1998      | 2022         | Elk River, Minnesota, USA         |
| 43  | Kanada             | Darren Raddysh        | D    | 28. Februar 1996   | 2021         | Toronto, Ontario, Kanada          |
| 13  | Vereinigte Staaten | Cam Atkinson          | RW   | 5. Juni 1989       | 2024         | Riverside, Connecticut, USA       |
| 22  | Danemark           | Oliver Bjorkstrand    | RW   | 10. April 1995     | 2025         | Herning, Dänemark                 |
| 41  | Vereinigte Staaten | Mitchell Chaffee      | RW   | 26. Januar 1998    | 2023         | Grand Rapids, Michigan, USA       |
| 71  | Kanada             | Anthony Cirelli       | C    | 15. Juli 1997      | 2016         | Etobicoke, Ontario, Kanada        |
| 28  | Lettland           | Zemgus Girgensons     | C    | 5. Januar 1994     | 2024         | Riga, Lettland                    |
| 11  | Vereinigte Staaten | Luke Glendening       | C    | 28. April 1989     | 2023         | Grand Rapids, Michigan, USA       |
| 93  | Kanada             | Gage Goncalves        | C    | 16. Januar 2001    | 2020         | Mission, British Columbia, Kanada |
| 37  | Kanada             | Yanni Gourde          | C    | 15. Dezember 1991  | 2025         | Saint-Narcisse, Québec, Kanada    |
| 59  | Vereinigte Staaten | Jake Guentzel         | LW   | 6. Oktober 1994    | 2024         | Omaha, Nebraska, USA              |
| 38  | Kanada             | Brandon Hagel         | LW   | 27. August 1998    | 2022         | Saskatoon, Saskatchewan, Kanada   |
| 86  | Russland           | Nikita Kutscherow – A | RW   | 17. Juni 1993      | 2013         | Maikop, Russland                  |
| 20  | Kanada             | Nick Paul             | LW   | 20. März 1995      | 2022         | Mississauga, Ontario, Kanada      |
| 21  | Kanada             | Brayden Point         | C    | 13. März 1996      | 2016         | Calgary, Alberta, Kanada          |
| 73  | Vereinigte Staaten | Conor Sheary          | LW   | 8. Juni 1992       | 2023         | Winchester, Massachusetts, USA    |

### Mannschaftskapitäne
| Jahr      | Name                                          |
| 1992–1995 | kein Kapitän                                  |
| 1995–1997 | Paul Ysebaert                                 |
| 1997–1998 | Mikael Renberg                                |
| 1998–1999 | Rob Zamuner                                   |
| 1999–2000 | Bill Houlder Chris Gratton Vincent Lecavalier |

| Jahr      | Name               |
| 2000–2001 | Vincent Lecavalier |
| 2001–2002 | kein Kapitän       |
| 2002–2006 | Dave Andreychuk    |
| 2006–2008 | Tim Taylor         |
| 2008–2013 | Vincent Lecavalier |
| 2013–2014 | Martin St. Louis   |
| 2014–2024 | Steven Stamkos     |
| seit 2024 | Victor Hedman      |

In der Geschichte der Lightning gab es bisher elf verschiedene Spieler, die das Amt des Mannschaftskapitäns innehatten.
In den ersten drei Jahren ihres Bestehens verzichtete Tampa Bay darauf das Amt des Mannschaftskapitäns offiziell zu vergeben. Erst zur Saison 1995/96 benannte das Team mit Paul Ysebaert einen Kapitän. Nach zwei Jahren folgten häufige Wechsel. Der Schwede Mikael Renberg war sein Nachfolger und der erste und bisher auch einzige Europäer, der dieses Amt bekleidete. Nach Rob Zamuner teilten sich gleich drei Spieler in einer Saison das Amt. Der Routinier Dave Andreychuk war dann wieder für mehrere Spielzeiten Kapitän und führte sein Team zum Stanley Cup. Der neue Kapitän Vincent Lecavalier trug auch in der Vergangenheit schon das „C“ auf der Brust. Nach Lecavaliers Trade nach Philadelphia zu Beginn der Saison 2013/14 hatte Martin St. Louis das Kapitänsamt inne, das nach einem Jahr an Steven Stamkos überging, der es anschließend zehn Jahre lang innehatte. Seine Nachfolge trat sein langjähriger Teamkollege Victor Hedman an.

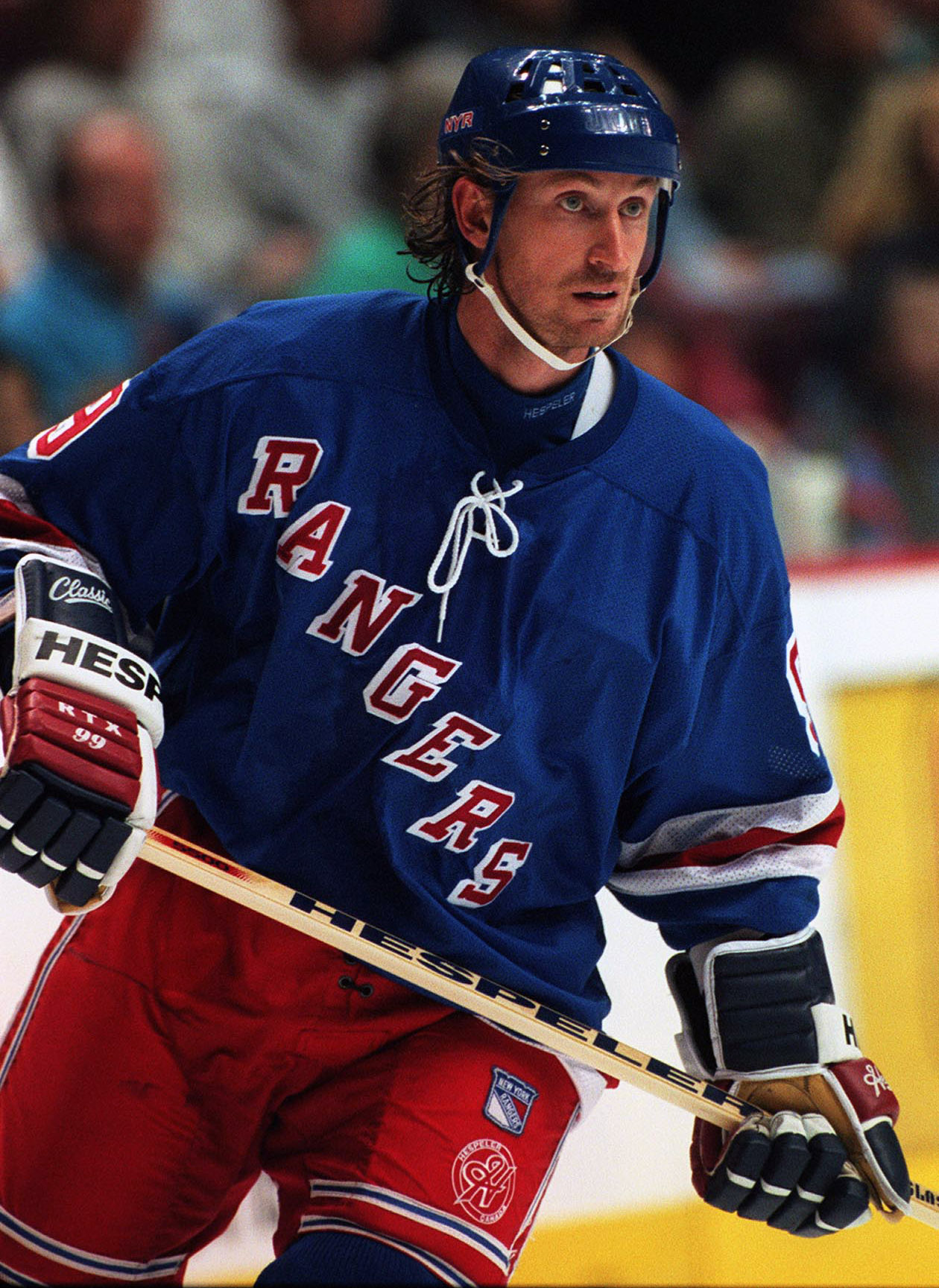
Wayne Gretzky, Träger der berühmten Trikotnummer 99

### Mitglieder der Hockey Hall of Fame
Bisher sind fünf Spieler der Tampa Bay Lightning in die im kanadischen Toronto befindliche Hockey Hall of Fame aufgenommen worden. Stürmer Denis Savard spielte von 1993 bis 1995 für die Bolts in der National Hockey League und wurde am 13. November 2000 in die Hockey Hall of Fame aufgenommen. Außenstürmer Dino Ciccarelli ging von 1996 und 1998 für die Lightning aufs Eis und wurde am 8. November 2010 in die Hockey Hall of Fame aufgenommen. 2017 folgten Dave Andreychuk, der von 2001 bis 2006 in Tampa aktiv war und mit dem Team den Stanley Cup gewann, sowie Mark Recchi, der in der Spielzeit 2008/09 für die Lightning spielte. Fünfter und bisher letzter Lightning-Akteur war Martin St. Louis im Jahre 2018, der ebenfalls den Stanley Cup mit dem Team errang.
| Name             | Aufnahmedatum     | Position |
| Denis Savard     | 13. November 2000 | Spieler  |
| Dino Ciccarelli  | 8. November 2010  | Spieler  |
| Dave Andreychuk  | 13. November 2017 | Spieler  |
| Mark Recchi      | 13. November 2017 | Spieler  |
| Martin St. Louis | 12. November 2018 | Spieler  |

### Gesperrte Trikotnummern
In ihrer Franchise-Geschichte haben die Tampa Bay Lightning bisher zwei Trikotnummer offiziell gesperrt, die 26 von Martin St. Louis sowie die 4 von Vincent Lecavalier. St. Louis spielte 13 Jahre für die Lightning, gewann dabei 2004 den Stanley Cup und hält die Rekorde für die meisten Assists und Scorerpunkte. Am 13. Januar 2017 wurde er offiziell geehrt. Am 10. Februar 2018 folgte ihm Vincent Lecavalier, der das Team fünf Jahre als Kapitän anführte, die meisten Spiele absolvierte sowie die meisten Tore erzielte.
Zudem wird die 99 von Wayne Gretzky offiziell ligaweit nicht mehr vergeben.
| Nr. | Name               | Sperrungsdatum             |
| 4   | Vincent Lecavalier | 10. Februar 2018           |
| 26  | Martin St. Louis   | 13. Januar 2017            |
| 99  | Wayne Gretzky      | 6. Februar 2000 (ligaweit) |

### Erstrunden-Wahlrechte

#### NHL Entry Draft
| Name               | Jahr | Draft-Position |
| Roman Hamrlík      | 1992 | 1.             |
| Chris Gratton      | 1993 | 3.             |
| Jason Wiemer       | 1994 | 8.             |
| Daymond Langkow    | 1995 | 5.             |
| Mario Larocque     | 1996 | 16.            |
| Paul Mara          | 1997 | 7.             |
| Vincent Lecavalier | 1998 | 1.             |
| Nikita Alexejew    | 2000 | 8.             |
| Alexander Switow   | 2001 | 3.             |
| Andy Rogers        | 2004 | 30.            |
| Vladimír Mihálik   | 2005 | 30.            |
| Riku Helenius      | 2006 | 15.            |
| Steven Stamkos     | 2008 | 1.             |

| Name                  | Jahr | Draft-Position |
| Victor Hedman         | 2009 | 2.             |
| Carter Ashton         | 2009 | 29.            |
| Brett Connolly        | 2010 | 6.             |
| Wladislaw Namestnikow | 2011 | 27.            |
| Slater Koekkoek       | 2012 | 10.            |
| Andrei Wassilewski    | 2012 | 19.            |
| Jonathan Drouin       | 2013 | 3.             |
| Anthony DeAngelo      | 2014 | 19.            |
| Brett Howden          | 2016 | 27.            |
| Callan Foote          | 2017 | 14.            |
| Nolan Foote           | 2019 | 27.            |
| Isaac Howard          | 2022 | 31.            |

Seit 1992 hatten die Tampa Bay Lightning 25 Draftrechte in der ersten Runde des NHL Entry Drafts, davon 13 Stück unter den ersten zehn des jeweiligen Jahrgangs.
Zweimal, 2009 und 2012, konnte das Team aus dem US-Bundesstaat Florida zwei Spieler in der ersten Runde auswählen. Bei den Entry Drafts 1999, 2002, 2003, 2007, 2015, 2018, 2020, 2021 und 2023 hatten die Lightning kein Wahlrecht in der ersten Runde, da sie diese vor der Veranstaltung in Transfergeschäften abgegeben hatten.
Gleich beim ersten Draft der Franchisegeschichte hatten die Bolts das erste Wahlrecht und wählten als First-Overall-Pick Roman Hamrlík. 1998 wurde mit Vincent Lecavalier ein späterer Führungsspieler ausgewählt. Auch Brad Richards, im gleichen Jahr in der dritten Runde ausgewählt, wurde zu einem Topspieler der NHL. Als bester Scorer des Franchise führte Lecavalier zusammen mit Martin St. Louis und Brad Richards die zuvor wenig erfolgreiche Lightning 2004 zum Gewinn des Stanley Cup. Die beiden Russen Nikita Alexejew und Alexander Switow sowie der Erstrundenpick von 2004, Andy Rogers, konnten ihrer Draftposition nie gerecht werden. 2008 wurde mit Steven Stamkos ein Talent ausgewählt, der 2010 schon zu den besten Spielern der NHL zählte. Auch 2009 hatten die Lightning mit dem Schweden Victor Hedman einen talentierten Spieler ausgewählt, der sich schnell einen Stammplatz im NHL-Kader des Franchise erkämpfte.

#### NHL Supplemental Draft
| Name              | Jahr | Draft-Position |
| Cory Cross        | 1992 | 1.             |
| Brent Peterson    | 1993 | 3.             |
| François Bouchard | 1994 | 8.             |

Im von 1986 bis 1994 abgehaltenen NHL Supplemental Draft hatten die Bolts von 1992 bis 1994 insgesamt drei Wahlrechte.
Beim Supplemental Draft 1992 wählten die Lightning als Gesamterster den Verteidiger Cory Cross aus, der sich in der Folgezeit als Stammkraft in Tampa etablierte. Ein Jahr später beim Supplemental Draft 1993 war das Franchise berechtigt an dritter Position zu wählen und sicherte sich die Rechte am Flügelstürmer Brent Peterson, der ebenfalls für die Lightning in der NHL auf dem Eis stand. Beim Supplemental Draft 1994 entschieden sich die Bolts für einen Offensivverteidiger und selektierten François Bouchard. Dem Kanadier blieb der Sprung in die NHL allerdings verwehrt. Alle drei Spieler waren im Verlauf ihrer Karriere in der Deutschen Eishockey Liga aktiv.

### Franchise-Top-Punktesammler
Die zehn besten Punktesammler in der Geschichte des Franchise bis zum Ende der regulären Saison 2024/25 und der Playoffs 2025.
Abkürzungen: Pos = Position, GP = Spiele, G = Tore, A = Vorlagen, Pts = Punkte, P/G = Punkte pro Spiel
| Name               | Pos | Saison          | GP   | G   | A   | Pts  | P/G  |
| Steven Stamkos     | C   | 2008/09–2023/24 | 1082 | 555 | 582 | 1137 | 1,05 |
| Nikita Kutscherow  | RW  | seit 2013/14    | 803  | 357 | 637 | 994  | 1,24 |
| Martin St. Louis   | RW  | 2000/01–2013/14 | 972  | 365 | 588 | 953  | 0,98 |
| Vincent Lecavalier | C   | 1998/99–2012/13 | 1037 | 383 | 491 | 874  | 0,84 |
| Victor Hedman      | D   | seit 2009/10    | 1131 | 171 | 623 | 794  | 0,70 |
| Brayden Point      | RW  | seit 2016/17    | 657  | 306 | 329 | 635  | 0,97 |
| Brad Richards      | C   | 2000/01–2007/08 | 552  | 150 | 339 | 489  | 0,89 |
| Alexander Killorn  | LW  | 2012/13–2022/23 | 805  | 198 | 268 | 466  | 0,58 |
| Ondřej Palát       | LW  | 2012/13–2021/22 | 628  | 143 | 280 | 423  | 0,67 |
| Václav Prospal     | LW  | 2001/02–2002/03 | 468  | 127 | 244 | 371  | 0,79 |
| Václav Prospal     | LW  | 2005/06–2008/09 | 468  | 127 | 244 | 371  | 0,79 |

| Name               | Pos | GP  | G  | A   | Pts | P/G  |
| Nikita Kutscherow  | RW  | 152 | 53 | 118 | 171 | 1,13 |
| Victor Hedman      | D   | 170 | 23 | 97  | 120 | 0,71 |
| Steven Stamkos     | C   | 128 | 50 | 51  | 101 | 0,79 |
| Ondřej Palát       | LW  | 138 | 48 | 46  | 94  | 0,68 |
| Brayden Point      | C   | 92  | 44 | 45  | 89  | 0,97 |
| Alexander Killorn  | C   | 140 | 37 | 40  | 77  | 0,55 |
| Martin St. Louis   | C   | 63  | 33 | 35  | 68  | 1,08 |
| Tyler Johnson      | C   | 116 | 32 | 33  | 65  | 0,56 |
| Vincent Lecavalier | C   | 63  | 24 | 28  | 52  | 0,82 |
| Brad Richards      | C   | 45  | 18 | 29  | 47  | 1,04 |